# 古坂嵓城

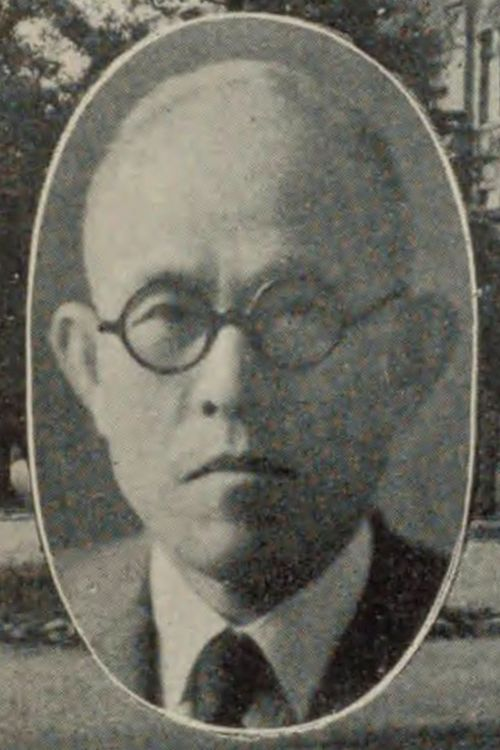
古坂嵓城

古坂 嵓城（こさか がんじょう、1888年（明治21年）1月2日 - 1974年（昭和49年）11月16日）は、日本の教育者。青山学院大学学長、青山学院院長・理事長。

## 経歴
メソジストの牧師古坂啓之助の二男として、福島県白河に生まれる。青山学院の母体のひとつである「耕教学舎」を創立した、ジュリアス・ソーパーより洗礼を受ける。
1908年、福岡県立中学修猷館を卒業。修猷館の同期には、法学者田中耕太郎がおり、親友であった。1911年、青山学院高等科を卒業。1917年に渡米して、オハイオ・ウェスリアン大学を卒業、シカゴ大学大学院を経て、1923年、コロンビア大学大学院経済学科を修了後に帰国し、母校である青山学院高等学部教授に就任する。
青山学院において、商科長、高等学部長、高等商業学部長、女子専門部長、女子専門学校長、大学商学部長を経て、1952年、青山学院大学学長に就任。1956年、豊田實の後を受け第10代青山学院院長に就任すると、「青山学院十年計画」にもとづき、各部の施設充実を推し進めるとともに、1959年に大学法学部を新設し、戦後の青山学院が総合学園に発展する基盤を整えた。1971年からは青山学院理事長を務めた。1950年から1974年まで東洋英和女学院理事長も務めている。教育者の古坂つぎは妻。
1974年11月16日、脳血栓症のため死去。享年86歳。11月23日、青山学院講堂において告別式が行われる。

## 栄典
- 1961年（昭和36年） - 藍綬褒章[6]
- 1965年（昭和40年） - 勲三等旭日中綬章[6]

## 著書
- 『青山学院八十五年史』青山学院、1959年11月。

## 記念論文集
- 『古坂嵓城長谷川元吉石橋近三三教授古稀祝賀論文集』青山学院大学経済学会〈青山経済論集 10巻1・2号〉、1958年7月。